# Historia Szydłowca

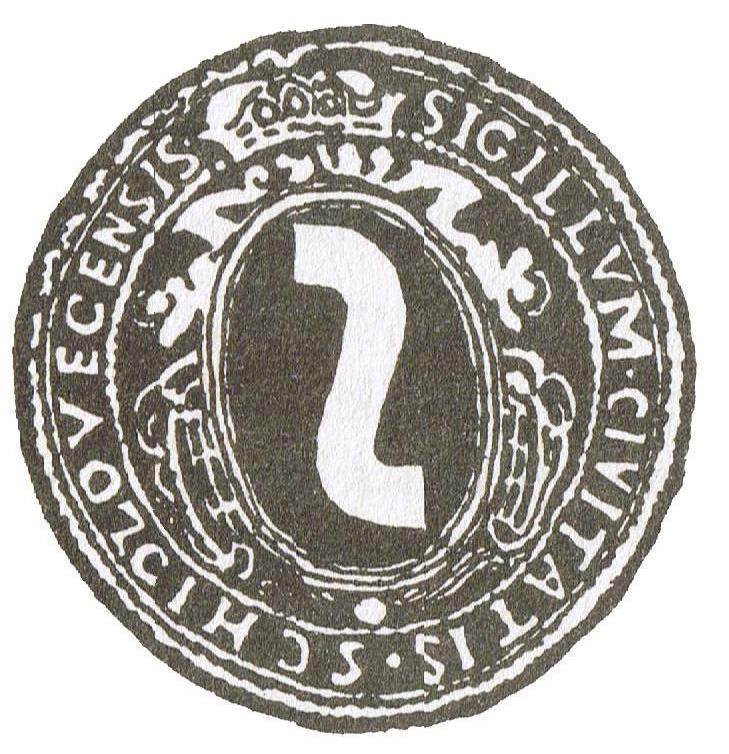
Pieczęć Szydłowca według ryciny ks. Jana Wiśniewskiego

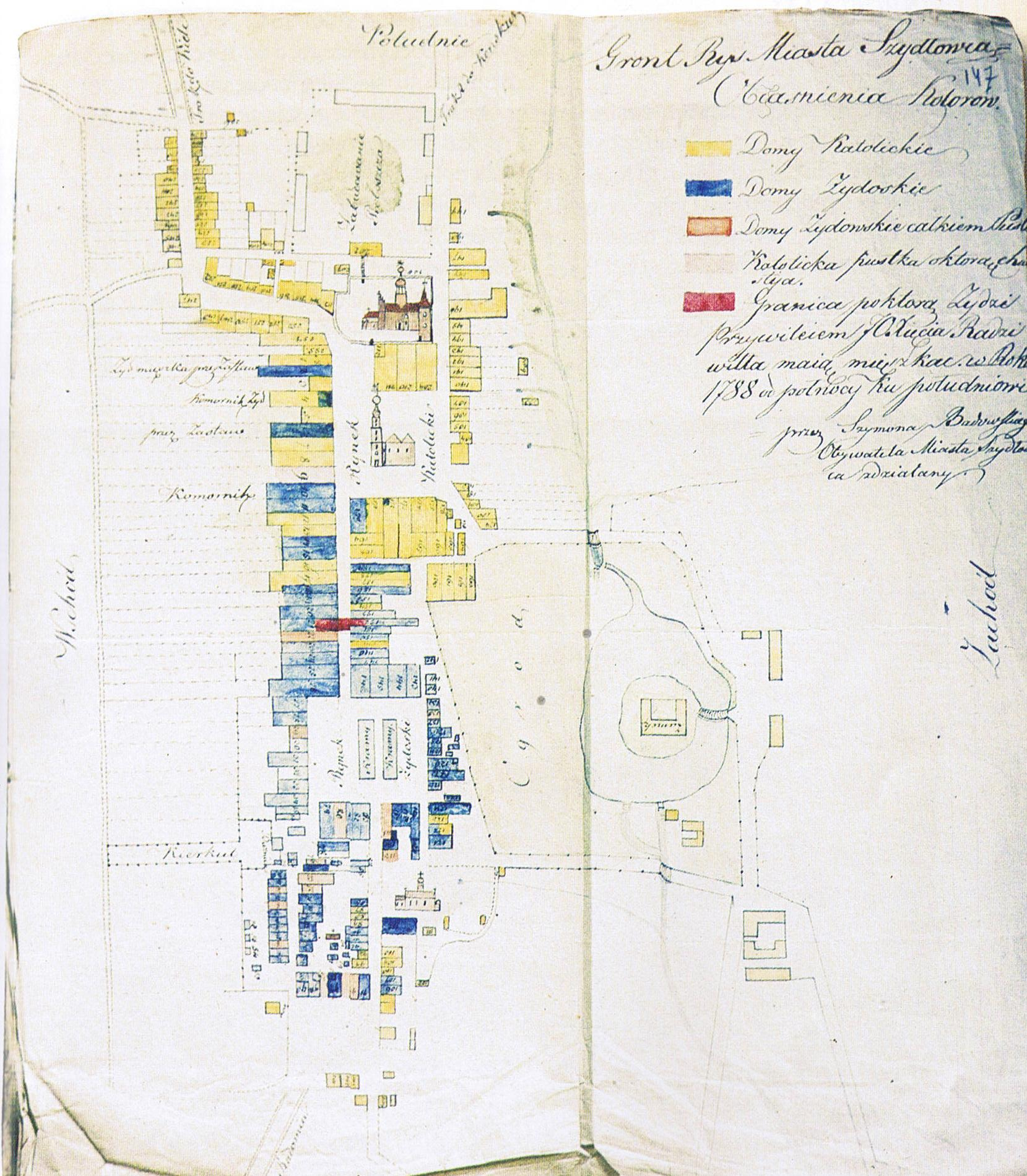
Plan miasta z 1820 r.

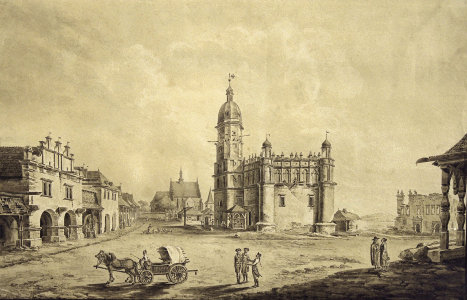
Rycina Zygmunta Vogla Rynek w Szydłowcu

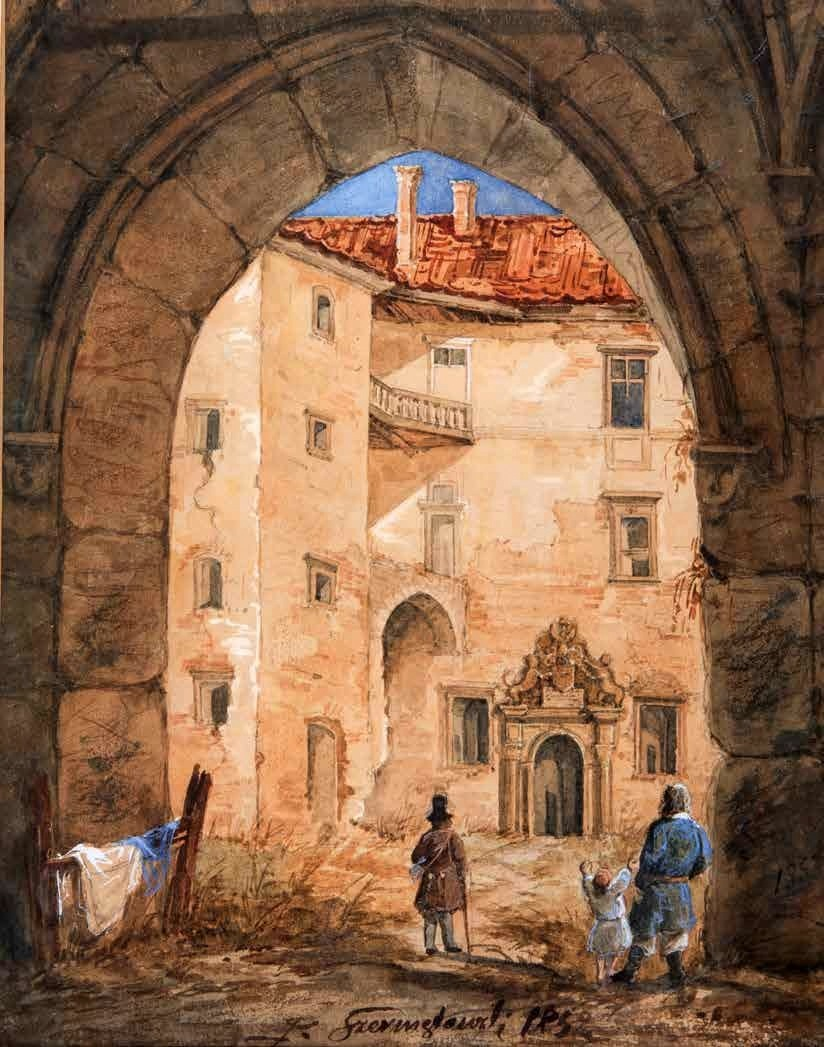
Obraz Józefa Szermentowskiego Dziedziniec zamku w Szydłowcu

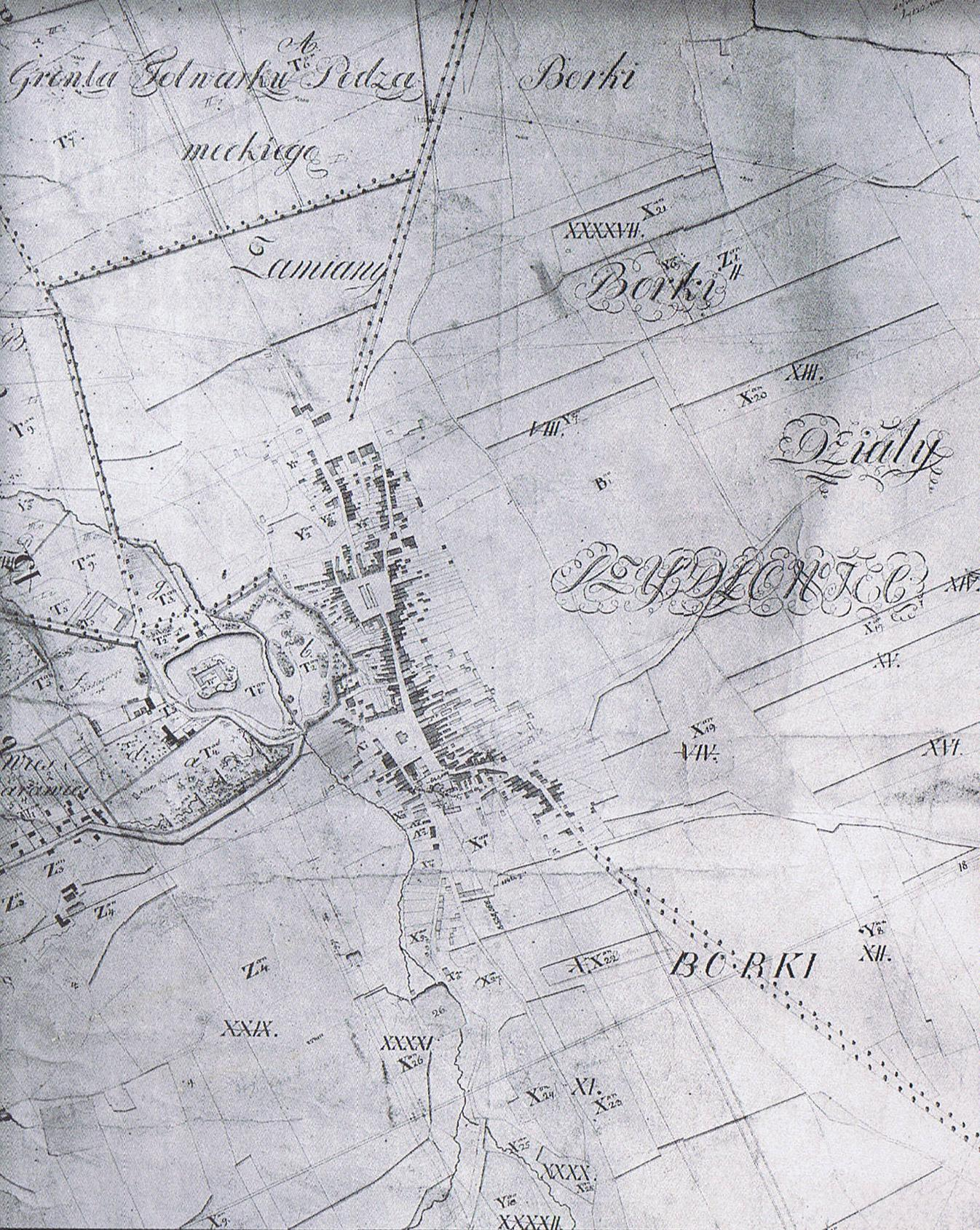
Plan miasta z XIX w.

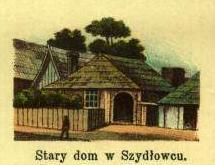
Rycina Józefa Michała Bazewicza Stary dom w Szydłowcu

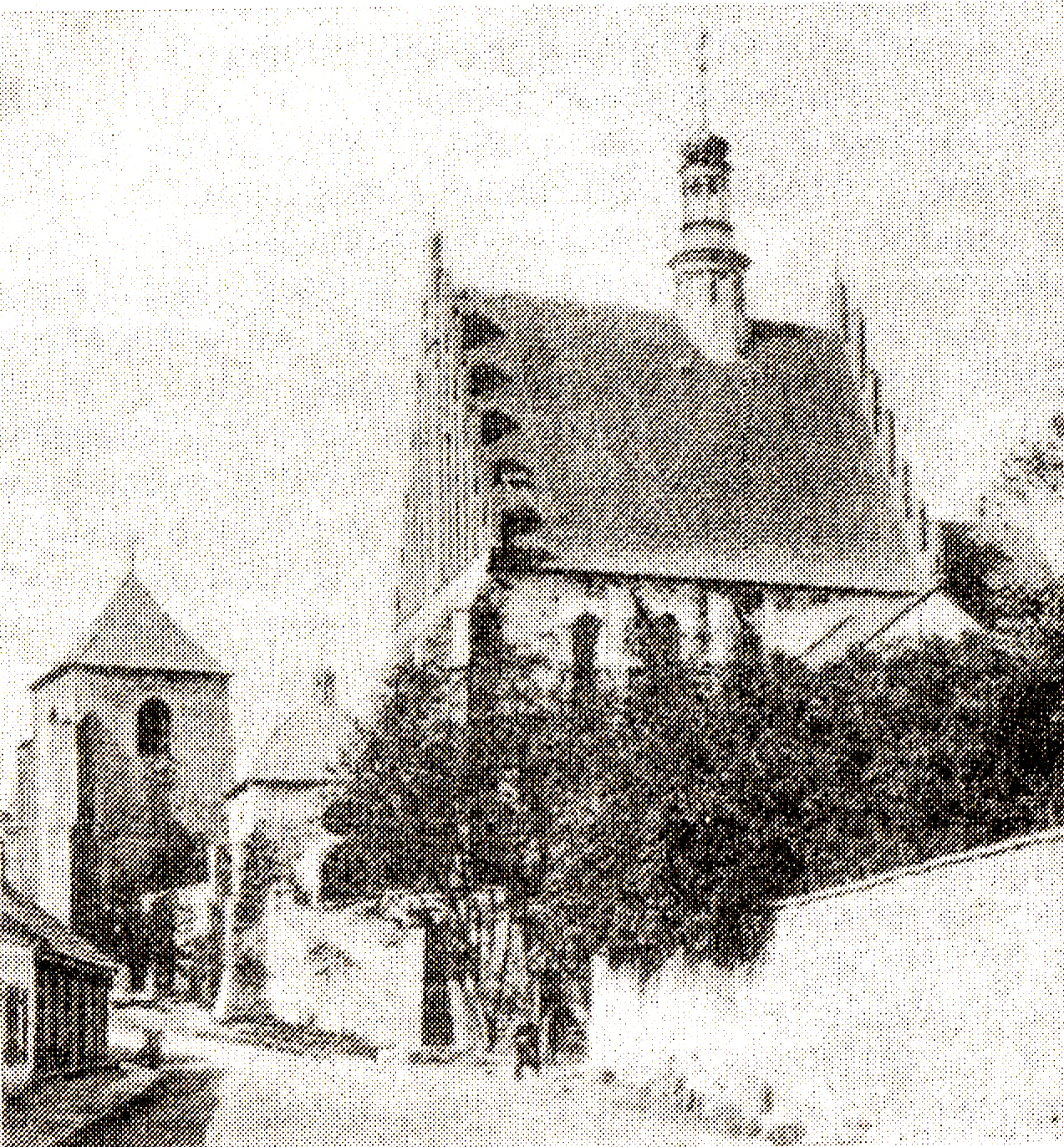
Fara św. Zygmunta w 1913

Początki historia Szydłowca sięgają XII wieku, istniał tu gród będący siedzibą jednej z gałęzi rodziny Odrowążów, którzy w 1401 roku, przybrali nazwisko Szydłowieckich. Szydłowieccy sprawowali wysokie godności na dworze królewskim w Krakowie, co przyczyniło się do szybkiego rozkwitu miasta. Największego rozwoju terytorialnego w owym czasie dokonał Mikołaj Szydłowiecki, poszerzając granice miasta i budując nowe dzielnice. Szydłowiec poprzez małżeństwo córki Krzysztofa Szydłowieckiego, ostatniego z rodu Szydłowieckich, z Mikołajem „Czarnym” Radziwiłłem przeszedł w ręce bogatej litewskiej rodziny Radziwiłłów. Za czasów Szydłowieckich i Radziwiłłów Szydłowiec znany był jako jeden z ważniejszych ośrodków handlu żelazem w Polsce oraz jako ośrodek wydobycia i obróbki piaskowca szydłowieckiego. Miasto słynęło także z bogatych monumentalnych budowli, kościołów farnego i szpitalnego, ratusza miejskiego, zamku na wyspie, bram miejskich oraz podcieniowanych kamienic.

## Początki społeczności ludzkiej
Najwcześniejsze ślady działalności ludzkiej pochodzą z epoki kamiennej. Są to pozostałości z okolic Orońska, Polan i Wierzbicy, w których wytwarzano wyroby z tak zwanego krzemienia czekoladowego, występującego w dolinie rzeki Kamiennej. Kamień ten był podstawowym surowcem do masowego wyrobu narzędzi i broni, rozpowszechnionej w Małopolsce i w sąsiednich dzielnicach.

### Osady wiejskie
Z okresu wczesnego średniowiecza pochodzą pozostałości wiejskich osad otwartych (np. domostw odkrytych w Łączanach) i cmentarzysk ciałopanych (Wysoka) oraz ślady produkcji metalurgicznej i warsztatów garncarskich. Nasilenie osadnictwa przypada na okres średniowiecza, szczególnie w okolicach Wierzbicy, w Chlewiskach i Szydłowcu.

## Słowiański gród
Niegdyś na terenach dzisiejszego Szydłowca istniały rozległe mokradła, które kończyły się lasami na południu i równinami na północy. Pośród rozlewisk rzeki Szabasówki i Korzeniówki stał na miejscu dzisiejszego zamku warowny gród. Pełnił on funkcje głównie handlowe, choć rozwijało się w nim także rzemiosło. Okoliczni kmiecie sprzedawali w nim płody ziemi. Handel opierał się na garncarstwie, krawiectwie i zbrojeniu. Nie wiadomo dlaczego gród otrzymał istniejącą nazwę. Przypuszcza się, że pochodzi ona od rzemiosła krawców, którzy szyli odzież z różnorodnych tkanin transportowanych lędziańskimi szlakami handlowymi. Gród był dość silnie obwarowany, ponieważ chronił on lokalny trakt łączący Końskie z Iłżą.

## Miasto Odrowążów
Od XII wieku, dzięki księciu Bolesławowi III Krzywoustemu, wójtem Szydłowca został Bolko Odrowąż – dostojnik małopolski pochodzenia czeskiego. W XIV wieku gród, wskutek rodzinnych sporów dostał się w ręce chlewickiej linii rodu. Pod koniec wieku bracia Jakub i Sławko Odrowążowie założyli w łagodnym kolanie Korzeniówki, na południe od grodu, osadę targową. Pierwotnie osada miała mieć charakter rozsiedlenia zatłoczonego grodu. Jednak nowa osada została właściwym początkiem współczesnego Szydłowca. Wkrótce osada rozrosła się. Bracia Odrowążowie położyli nadzieję w osadzie i zastosowali magdeburski układ ulic. Jakub, a później także Sławko na cześć miejscowości przyjęli nazwisko Szydłowieccy. Niedługo potem bracia nadali osadzie prawa miejskie zwane prawem średzkim. Potwierdzone ono zostało dekretem z 1305 r. nadanym przez Wacława III Przemyślidę. Następnie prawo to zostało potwierdzone przez Władysława II Jagiełłę w 1427 r. (oficjalna data nadania praw miejskich). Po uzyskaniu praw miejskich dla Szydłowca Jakub Szydłowiecki wybudował w centrum miasta drewniany, gotycki kościół pod wezwaniem św. Zygmunta I Burgundzkiego (Króla), który stał się patronem miasta. Po zakończeniu prac budowlanych rozpoczęto zasiedlanie nowego rynku, który powstał na miejscu placu przykościelnego. Okres odrowążki pozwolił, aby Szydłowiec z rąk Władysława III Warneńczyka uzyskał prawo do corocznego jarmarku. W tym też czasie głównym z zajęć szydłowian stało się wydobycie i obróbka piaskowca.

## Rozwój za czasów Szydłowieckich
Intensywny rozwój Szydłowiec zawdzięcza wnukowi Jakuba – Stanisławowi. Dzięki swej pozycji u Kazimierza IV Andrzeja Jagiellończyka starosta krakowski uzyskał dla miasta prawo ulgi handlowej w 1470 r. Za jego czasów powstał też w Szydłowcu pierwszy zamek wybudowany w stylu gotyku saksońskiego. Rozkwit miasta nastąpił pod rządami synów Stanisława, głównie Jakuba Szydłowieckiego. Ufundował on przebudowę kościoła św. Zygmunta. Stanął murowany kościół w stylu saksońskim. Jako podskarbi wielki koronny Jakub uzyskał dla miasta kolejne przywileje dotyczące jarmarków. Jego brat Mikołaj uzyskał dla miasta od Aleksandra I Jagiellończyka prawo składu żelaza. Za czasów Szydłowieckich miasto znacznie rozrosło się, powstały nowe dzielnice „Skałka” oraz Składów”. Mikołaj rozbudował zamek na renesansową rezydencję. Do Szydłowca przybywali kupcy z całej Korony, miasto stało się swoistym centrum handlu. Oprócz kongregacji kupieckiej istniały w Szydłowcu liczne cechy rzemieślnicze. Jednocześnie, już od początku istnienia, miasto słynęło swoimi kamieniarzami pracującymi w oparciu o złoża piaskowca tzw. szydłowieckiego, a widomym tego śladem są istniejące kamieniołomy. Na ten okres przypada także chwilowy upadek miasta, gdy załamuje się, wskutek braku męskich potomków, ród Szydłowieckich.

## Czasy Radziwiłłów
W 1532 roku zmarł Mikołaj Szydłowiecki – ostatni z rodziny Szydłowieckich. Po śmierci w 1532 r. ostatnich Szydłowieckich, miasto jako wiano Elżbiety Szydłowiecczanki dostało się Radziwiłłom (1547) i pozostawało w rękach przedstawicieli tego rodu przez kilka stuleci. Właściciele odtąd tutaj nie rezydowali, jednak w XVI wieku dynamiczny rozwój miasta trwał – w 1550 roku przyznano miastu prawo do kolejnych dwóch jarmarków oraz zwolniono tutejszych kupców od opłat w całym kraju. W 1553 roku Mikołaj Radziwiłł Czarny uzyskał od cesarza Ferdynanda I Habsburga tytuł hrabiego na Szydłowcu, stąd dobra szydłowieckie określano odtąd mianem hrabstwa. Zaś folwark zamkowy nabył kolejne wsie oraz rozszerzył zwierzyniec. W latach 1602–1629 budowano na rynku ratusz miejski, który do dziś jest wizytówką miasta. W najstarszej (najbogatszej) części miasta, bogaci kupcy wybudowali wspaniałe kamienice z attykami i podcieniami.
W latach 1602–1610 hrabstwo szydłowieckie powiększyło się o zakupione wsie: Jankowice, Świniów, Wysoka i Zdziechów.

### Okres upadku
Kolejni Radziwiłłowie także dbali o rozwój miasta, rozbudowywali też zamek. Od drugiej połowy XVII stulecia w Szydłowcu zaczęli także licznie osiedlać się Żydzi. Okres ten, podobnie jak i wiek XVIII, przyniósł początek upadku miasta – liczne zarazy i wojny (szczególnie epidemia dżumy w latach 1652–1653 oraz III wojna północna) spowodowały wyludnienie miasta (90%) i ruinę majątków mieszczan. Miasto spustoszało, na miejsce osadników polskich, Radziwiłłowie sprowadzili Żydów. Gmina Żydowska rosła w siłę, wybudowano synagogę w 1711 roku.

## Pod zaborami
Pierwsza poł. XIX w. była okresem specyficznym dla gospodarki w ogóle, a zwłaszcza folwarcznej, na co wpłynęły głównie zmiany w kalkulacji finansowej. W życie weszły reformy, które umożliwiły nowy system gospodarowania. Pieniądze docierały głównie do właścicieli dóbr, na których terenie były położone zakłady przemysłowe, a następnie posiadali je mieszczanie i w niewielkim stopniu włościanie.
Po III rozbiorze Polski Szydłowiec należał do zaboru austriackiego. Władze Austriackie usiłowały uregulować zabudowę miasta. Powolny proces odbudowy aktywności społeczno-ekonomicznej Szydłowca został zapoczątkowany utworzeniem prefektury powiatu w departamencie radomskim, w okresie Księstwa Warszawskiego. Powiat szydłowiecki istniał w latach 1809–1866 i obejmował dobra rządowe samsonowskie, suchedniowskie i bodzentyńskie, a więc poważną część Staropolskiego Zagłębia Przemysłowego. Miały tutaj swoją siedzibę gmina, parafia, sąd pokoju, poczta i szkoła elementarna. Odbywały się sejmiki i jarmarki. Nieco później zlokalizowano tutaj siedzibę nadleśnictwa, a także dyrekcję obwodu górniczego. W 1802 r., po śmierci Macieja Radziwiłła dobra Szydłowieckie przeszły w drodze licytacji w ręce Anny ks. Sapieżyny, która z kolei w 1828 r. odsprzedała dobra Szydłowieckie skarbowi Królestwa Polskiego. Do miasta zjechali się różni usługodawcy oraz zwiększono wydobycie rzadkiego na Mazowszu i w Rosji piaskowca.

### Kolebka powstania
Szydłowiec uważa się za jedno z pierwszych miast wyzwolonych przez powstańców styczniowych. Ogółem w Szydłowcu rozegrały się 3 potyczki: 23 stycznia, 27 maja i 8 listopada, z czego większe znacznie miała tylko pierwsza.
W nocy z 22 na 23 stycznia 1863 r. Gen. Marian Langiewicz przeprowadził manewr wojskowy, który wyparł Rosjan poza rogatki Szydłowca.
Około 2 w nocy 23 stycznia 1863, 500 powstańców zaatakowało z 3 stron stacjonujące w Szydłowcu 2 roty piechoty rosyjskiej (ok. 400 żołnierzy) pod dowództwem mjr. Rüdigera. Atak mimo dość chaotycznego przebiegu i przedwczesnej dekonspiracji zakończył się wyparciem Rosjan z miasta. Po połowicznym zwycięstwie wśród powstańców nastało rozprężenie. Nie ubezpieczono pozycji i nie śledzono poczynać wroga. Nad ranem nastąpił kontratak sił rosyjskich, w wyniku czego powstańcy pod wodzą Langiewicza musieli wycofać się z miasta w kierunku Wąchocka. Rosjanie po powrocie zabili 36, i wzięli do niewoli przeszło 70 mieszczan, oraz księdza proboszcza Aleksandra Malanowicza.
27 maja 15 konnych pod dowództwem por. Wiśniewskiego rozpędziło stacjonujących w Szydłowcu żołnierzy rosyjskich. Zaś 8 listopada oddział pod dowództwem ppłk. Jana Rudowskiego rozbił stacjonujące w mieście siły rosyjskie (ok. 50 żołnierzy) i przejął transport kożuchów.

## 20-lecie międzywojenne
W czasie I wojny światowej miasto niewiele ucierpiało. Najbardziej wojnę odczuł ratusz, który stracił wieżę w wyniku bombardowania austriackiej artylerii.
Po odzyskaniu przez Polskę niepodległości w 1918 roku, Szydłowiec znalazł się w powiecie koneckim, w województwie kieleckim. Mimo usilnych starań lokalnych polityków w województwie nie udało się utworzyć powiatu z siedzibą w Szydłowcu. W samym mieście prowadzono prace urbanizacyjne. Wytyczono kilka ulic łączących centrum z dzielnicą przemysłową, zaś w roku 1938 nowy przebieg ulicy Głównej i dwa place: Niepodległości i Targowica. W 1921 wzniesiono, na skwerze przy Rynku, pomnik T. Kościuszki. Rada miasta zabiegała o połączenie kolejowe. Jednak budowana wtedy linia kolejowa Warszawa-Kraków minęła miasto. Szydłowiec połączono z nią linią kolejki wąskotorowej, która dochodziła aż do zakładów metalowych w Chlewiskach.
W mieście istniało wiele rodzinnych zakładów kamieniarskich opartych na eksploatacji kamieniołomów w Śmiłowie (m.in. Anteckich, Piklów, Kasprzyków, Podkowińskich, Majewskich i Dworaków). Głównie w dzielnicy żydowskiej mieściły się także garbarnie. Jeden z żydowskich właścicieli pozostawił po sobie swój dom przy ul. Garbarskiej, jako cenny zabytek sztuki żydowskiej w Polsce. W 1938 r., Władysław Trzeciakowski założył fabrykę gwoździ do podków „Podkowiak”. Był to jeden z większych zakładów w mieście, zatrudniał 35 pracowników. Przy ul. Głównej, w miejscu dzisiejszej szkoły ponadgimnazjalnej, mieściła się fabryka Braci Węgrzeckich. Produkowała bryczki i powozy, a od 1923 roku nadwozia do samochodów marki As, współpracując z firmą Jana Łaskiego w Warszawie. Pierwsze 100 taksówek dla Warszawy wyprodukowano właśnie w tych dwóch zakładach. Kursowały one do 1928 roku jako pierwsze taksówki w Polsce. W roku 1929 na Powszechnej Wystawie Krajowej w Poznaniu szydłowiecka fabryka „Bracia Węgrzeccy” otrzymała srebrny medal za produkcję bryczek i nadwozi samochodowych. Tak więc niniejszy okres minął jako „złoty wiek szydłowieckiej gospodarki”.

## II wojna światowa

### Wojna Obronna
Gdy rozpoczęła się wojna Szydłowiec i jego okolice nie znalazły się w strefie żadnej z armii. Naczelne dowództwo wierzyło, że zgrupowane na pograniczu Armia „Łódź” i Armia „Kraków” zatrzymają natarcie wroga. Jednak w oparciu o Blitzkrieg wojska niemieckie szybko pokonały stawiany im opór i już po ośmiu dniach zawitały do rogatek miasta. 8 września 1939 r. Południowe Zgrupowanie Armii Prusy w składzie 3 Dywizja Piechoty Leginów, 12 Dywizja Piechoty w drodze odwrotowej w kierunku Wisły zostało zaatakowane pod Iłżą, przez hitlerowców z XV Korpusu Lekkiego, wzmocnionego częścią 29 Dywizji Piechoty Zmotoryzowanej. Wchodząca w skład Południowego Zgrupowania Armii „Prusy” 36 DP rez, zmobilizowana w znacznej mierze z żołnierzy Korpusu Ochrony Pogranicza z Brygady KOP Podole, po ciężkich walkach (7 września) pod Kazanowem koło Końskich, znajdowała się w znacznym oddaleniu od sił głównych, w odwrocie z okolic Końskich w rejon Szydłowca. Tutaj w okolicach Baraku, 8 września została odcięta od głównych sił Zgrupowania, przez oddziały 2 Dywizji Lekkiej Wehrmachtu.
W wyniku ataku sił polskich pod dowództwem ppłk. Przemysława Nakoniecznikoffa-Klukowskiego, na zagradzające drogę w kierunku Wisły siły niemieckie, doszczętnie został zniszczony pluton piechoty niemieckiej z działkiem ppanc., oraz rozbita kolumna pancerno-motorowa 2 DLek. Szczególnie duże straty poniosła niemiecka piechota zmotoryzowana, podczas ucieczki z płonących pojazdów do lasu. Pomimo włączenia przez Niemców do walki artylerii ciężkiej i lotnictwa, siły polskie zmusiły nieprzyjaciela do wycofania się w kierunku Skarżyska-Kamiennej. Droga odwrotu została wywalczona. Oddziały polskie przekroczyły szosę Radom- Kielce i kierując się przez m. Sadek i Kierz w kierunku Iłży. W walce pod Barakiem śmierć poniosło 136 żołnierzy polskich, było wielu rannych. Niemcy ponieśli wysokie straty, zginęło około 150 żołnierzy wroga. Zniszczonych zostało kilka czołgów i kilkadziesiąt samochodów i wozów pancernych.
Niestety krwawa bitwa sił zasadniczych Południowego Zgrupowania Armii „Prusy” (3 i 12 DP) bitwa, która przeszła do historii jako bitwa pod Iłżą, zakończyła się klęską Polaków. Podczas bitwy miasto zostało nieznacznie zbombardowane. Tego samego dnia wieczorem Szydłowiec zajęli Niemcy.

### Okupacja
Ponieważ w mieście mieszkała duża liczba Żydów, w połowie miesiąca założono na Skałce otwarte getto. Niemieccy żołnierze pieczołowicie dokumentowali większość wydarzeń w mieście (do dziś przetrwało wiele zdjęć). Nawet w tak małym miasteczku nie brakowało przejawów represji ze strony okupanta. Istotny jest fakt, że podczas wojny stracono wielu obywateli miasta. Podczas okupacji w mieście istniała siedziba V Podobwodu Radomsko-Kieleckiego Okręgu AK. 13 I 1943 Niemcy zamknęli getto, wywożąc przy tym do Treblinki wszystkich Żydów. Ulica Kolejowa, którą byli pędzeni na stację oddaloną od miasta o 5 km otrzymała niechlubne miano „Krwawej Drogi”. 16 I 1945 do Szydłowca wkroczyła Armia Czerwona pod dowództwem gen. płk. Władimir Kołpakczi. Populacja ludzi zmalała o 80%, nie uchowało się również wiele zabudowań.